# Tehauroa
Tehauroa di Raiatea, altrimenti nota solo come Tehauroa (Raiatea, 1830 – Raiatea, 18 marzo 1884), è stata regina di Raiatea e Taha'a dal 1881 al 1884.

## Biografia
Figlia di re Tahitoe di Raiatea e di sua moglie Metua'aro, suo nonno paterno Hihipa Tahitoe era a sua volta figlio di Vete'a-ra'i U'uru, capo di Opoa, e nipote di re Tamatoa III di Raiatea motivo per cui la sua famiglia reclamò per lei il diritto di successione al trono di Raiatea. Il suo nome di battesimo era Rere-ao, esattamente come quello di sua nonna, moglie di Hihipa Tahitoe, figlia della regina Maevarua di Bora Bora e sorella di re Tapoa I di Tahaa e Bora Bora.
Suo padre ascese al trono dopo la deposizione e l'esilio dell'impopolare Tamatoa V nel 1871, e come tale ella ne divenne l'erede al trono. Nel marzo del 1881, suo padre venne a sua volta deposto nel tentativo di siglare un protettorato con la Francia sul regno. Di conseguenza, nell'aprile di quello stesso anno, ella venne eletta a succedergli al trono da un consiglio di reggenza formato dai dodici capi dei distretti del regno.
La sua incoronazione venne celebrata dal reverendo Albert Pearse nella chiesa di Uturoa con grande solennità. Il 1 ottobre 1882, decise di bandire la vendita di alcool nel suo regno, ad eccezione degli usi religiosi e medici. Altra importante azione del suo regno fu la revisione del codice legislativo locale e la produzione del cosiddetto Codice di Tehauroa (1884) col quale pose tra l'altro fuori legge la vendita di terra, rendendo inoltre il protestantesimo l'unica religione autorizzata del regno. Questi cambiamenti vennero portati avanti per contrastare l'influenza della Francia che già aveva dichiarato unilateralmente il proprio protettorato su Raiatea già durante il regno di suo padre.
Non essendosi mai sposata, quando Tehauroa morì il 18 marzo 1884 dopo una breve malattia, venne succeduta da un suo cugino, il principe Ari'imate Teururai di Huahine, che ascese al trono col nome di Tamatoa VI, fatto che pose effettivamente fine alla dinastia dei Tamatoa.